# Lnáře
Lnáře är en ort i Tjeckien.   Den ligger i regionen Södra Böhmen, i den centrala delen av landet, 80 km sydväst om huvudstaden Prag. Lnáře ligger 468 meter över havet och antalet invånare är 742.
Terrängen runt Lnáře är huvudsakligen platt. Lnáře ligger nere i en dal. Runt Lnáře är det ganska tätbefolkat, med 72 invånare per kvadratkilometer. Närmaste större samhälle är Blatná, 7,9 km sydost om Lnáře. Omgivningarna runt Lnáře är en mosaik av jordbruksmark och naturlig växtlighet.